# Liberation
A Liberation  Karsh Kale 2003-as lemeze.

## Számok
1. Liberation
2. Instinct
3. Analog Mood Swings
4. Milan
5. Break of Dawn
6. Dirty Fellow
7. Letting Go
8. GK_
9. Cinematic Reprise
10. Epic